# Флаг Самары
Флаг муниципального образования городской округ Сама́ра Самарской области Российской Федерации — опознавательно-правовой знак, служащий официальным символом муниципального образования.
Флаг утверждён 30 декабря 1998 года решением Самарской городской Думы № 192 «Об утверждении Положения „О флаге города Самары“».
27 октября 2011 года решением Думы городского округа Самара № 148 наименование предыдущего решения было изложено в следующей редакции: «Об утверждении Положения „О Флаге городского округа Самара“».
Решением Думы городского округа Самара от 29 октября 2015 года № 20 были незначительно изменены пропорции герба и надписи на флаге, а также самого флага с 1:2 на 2:3.

## Описание
Флаг представляет собой прямоугольное полотнище из трёх равновеликих горизонтальных полос с изображением герба городского округа Самара и надписи «Самара», расположенных с обеих сторон.
Полосы флага имеют следующую расцветку: верхняя — красный, средняя — белый и нижняя — голубой цвет.
Соотношение ширины к длине флага составляет 2:3.
Герб равноудален от краёв флага по его длине. Ширина герба равна ширине полосы флага.
Своим основанием щит герба лежит на верхней кромке голубой полосы Флага.

На голубой полосе флага, под гербом, расположена надпись «Самара», выполненная золотистыми буквами, шрифтом Cyrillic Old. Высота строчных букв составляет 1:3 ширины полосы флага.
Описание флага, утверждённого в 1998 году, гласило:
«Флаг представляет собой прямоугольное полотнище из трёх равновеликих горизонтальных полос с изображением герба городского округа Самара и надписи „Самара“, расположенных с обеих сторон.
Полосы флага имеют следующую расцветку: верхняя — красный, средняя — белый и нижняя — голубой цвет. Своей расцветкой флаг Самары напоминает Флаг Люксембурга.